# Creu de terme de Can Teixidor
La Creu de terme de Can Teixidor és una obra gòtica de Banyoles (Pla de l'Estany) inclosa a l'Inventari del Patrimoni Arquitectònic de Catalunya.

## Descripció

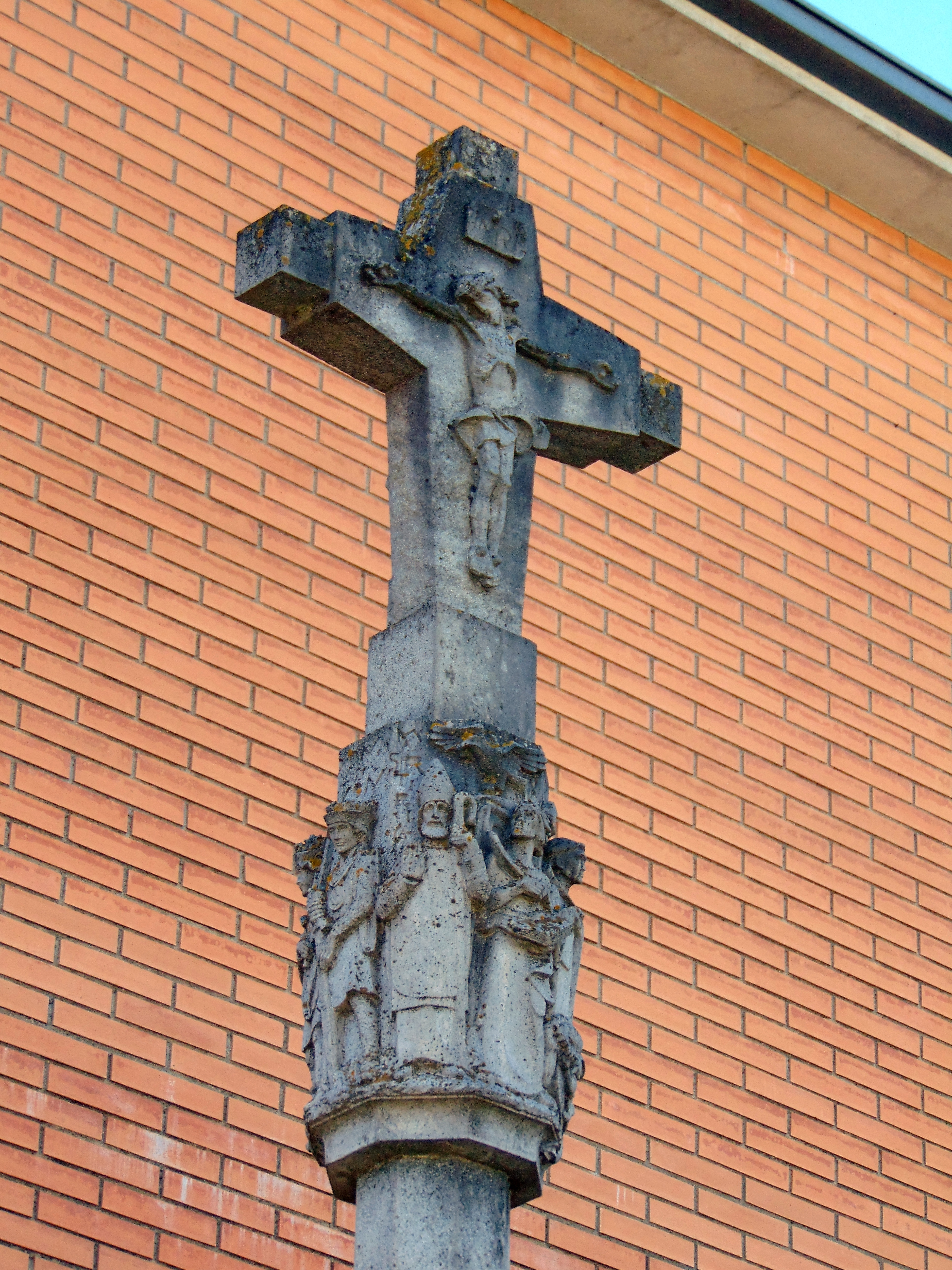

Creu de terme d'estil gòtic. El basament està constituït per tres rodes de molí, a sobre del qual s'alça la columna, de secció octogonal. Al capitell apareixen les imatges esculpides de Sant Joan Evangelista, Sant Martirià, Sant Abdó i Sant Senén, Sant Benet, Sant Mer i les imatges al·legòriques de la Fe i l'Esperança. Al capdamunt de la creu, en un costat, hi ha la imatge de Crist; en l'altre, la de Santa Maria dels Turers.

## Història
L'antiga creu de terme, que datava dels segles XIV-XV, es trobava al costat de Can Teixidor del Terme, i fou destruïda durant unes revoltes als segles XIX-XX. Donat que es van trobar restes de la creu original (fragments de la columna i del capitell), es va poder reproduir, al 1987, la creu actual, obra de l'escultor Modest Fluvià. La creu original es troba al Museu Arqueològic Comarcal de Banyoles, ingressada per dipòsit de Llorenç Castanyer l'onze d'agost de 1967, que la va trobar a la casa de Can Palau de Banyoles.